# Pied d'éléphant (Tchernobyl)
Pour les articles homonymes, voir Pied d'éléphant.

Le cliché du pied d’éléphant d’Artur Korneyev, 1996

Le pied d'éléphant est une masse de corium fortement radioactive formée lors de la catastrophe de Tchernobyl en avril 1986. Le danger qu'elle présente diminue lentement avec la désintégration de ses composants radioactifs.
Le pied d'éléphant reste néanmoins le matériel le plus radioactif connu à ce jour sur terre.[réf. souhaitée]

## Composition
Le pied d'éléphant est une grande masse de corium noir constituée de nombreuses couches, ressemblant extérieurement à de l'écorce d'arbre et du verre. Il a été formé lors de la catastrophe de Tchernobyl en avril 1986 et découvert en décembre 1986. Il est nommé ainsi pour sa forme et son aspect ridé, ressemblant au pied d'un éléphant. Le minéral qui le compose s'appelle la tchernobylite. Il se trouve sous le réacteur no 4 de la centrale nucléaire de Tchernobyl, sous la salle de réacteur 217,.
Le pied d'éléphant est composé principalement de dioxyde de silicium (composé principal du sable et du verre), avec des traces d'uranium,. La masse est en grande partie homogène, bien que le verre de silicate dépolymérisé contienne de temps en temps des grains cristallins de zircon. Ces grains de zircon ne sont pas allongés, ce qui suggère un taux de cristallisation modéré. Alors que les dendrites de dioxyde d'uranium se développaient rapidement à des températures élevées dans la lave, le zircon a commencé à se cristalliser au cours du lent refroidissement de la lave. Bien que la distribution des particules contenant de l'uranium ne soit pas uniforme, la radioactivité de la masse est également répartie. La masse est assez dense, inflexible, mais peut être endommagée par un fusil Kalachnikov. En juin 1998, les couches extérieures ont commencé à se transformer en poussière et la masse entière a commencé à se fissurer.

## Dangerosité
Au moment de sa découverte, la radioactivité à proximité du pied d'éléphant s'élevait à environ 10 000 roentgens, soit 100 grays par heure, soit une dose létale à 50/50 (4,5 grays) en moins de cinq minutes. Depuis ce temps, l'intensité du rayonnement a diminué suffisamment pour que, en 1996, le pied d'éléphant soit observé par le directeur adjoint du projet Neufue, Artur Kornayev, qui a pris des photographies en utilisant un appareil photo automatique et une lampe de poche en guise d'éclairage.
Le pied d'éléphant a  traversé au moins deux mètres de béton pour s'arrêter à son emplacement actuel. On craignait à l'époque que le produit ne continuât de pénétrer plus profondément dans le sol et qu'il n'entrât en contact avec les eaux souterraines, contaminant ainsi l'eau potable de la région et provoquant maladies et décès ; toutefois, la masse n’a pas beaucoup bougé depuis sa découverte et on estime qu’elle n’est que légèrement plus chaude que son environnement en raison de la chaleur dégagée par la désintégration nucléaire en cours.